# Cucullia amota
Cucullia amota is een vlinder uit de familie uilen (Noctuidae). De wetenschappelijke naam is voor het eerst geldig gepubliceerd in 1887 door Alpheraky.
De soort komt voor in Europa.